# Avesnes
Avesnes – miejscowość i gmina we Francji, w regionie Hauts-de-France, w departamencie Pas-de-Calais.
Według danych na rok 1990 gminę zamieszkiwały 44 osoby, a gęstość zaludnienia wynosiła 15 osób/km² (wśród 1549 gmin regionu Nord-Pas-de-Calais Avesnes plasuje się na 1128. miejscu pod względem liczby ludności, natomiast pod względem powierzchni na miejscu 846.).